# Austrian International 1968
Die Austrian International 1968 als offene internationale Meisterschaften von Österreich im Badminton fanden im genannten Jahr zum dritten Mal statt. Sie wurden Ende 1968 in Salzburg ausgetragen. Es war einer der wenigen Starts von DDR-Badmintonspielern im nichtsozialistischen Ausland. Neben den unten aufgeführten Platzierungen gab es einen weiteren dritten Platz für Annemarie Richter im Einzel.

## Finalergebnisse
| Disziplin    | Sieger                       | Finalist                       | Ergebnis           |
| ------------ | ---------------------------- | ------------------------------ | ------------------ |
| Herreneinzel | Siegfried Betz               | Klaus Katzor                   | 15-3, 13-15, 15-12 |
| Dameneinzel  | Anne Berglund                | Lučka Križman                  |                    |
| Herrendoppel | Tom Bacher Poul Petersen     | Edgar Michalowski Klaus Katzor | 15–3, 15–1         |
| Damendoppel  | Anne Berglund Bente Jeppesen | Beate Herbst Annemarie Richter | 4–15, 13–18, 15–8  |
| Mixed        | Tom Bacher Bente Jeppesen    | Hermann Fröhlich Lore König    | 13–15, 15–3, 15–5  |

1. ↑  Teilweise werden die Plätze 1 und 2 auch umgekehrt gelistet.